# カラン・シング

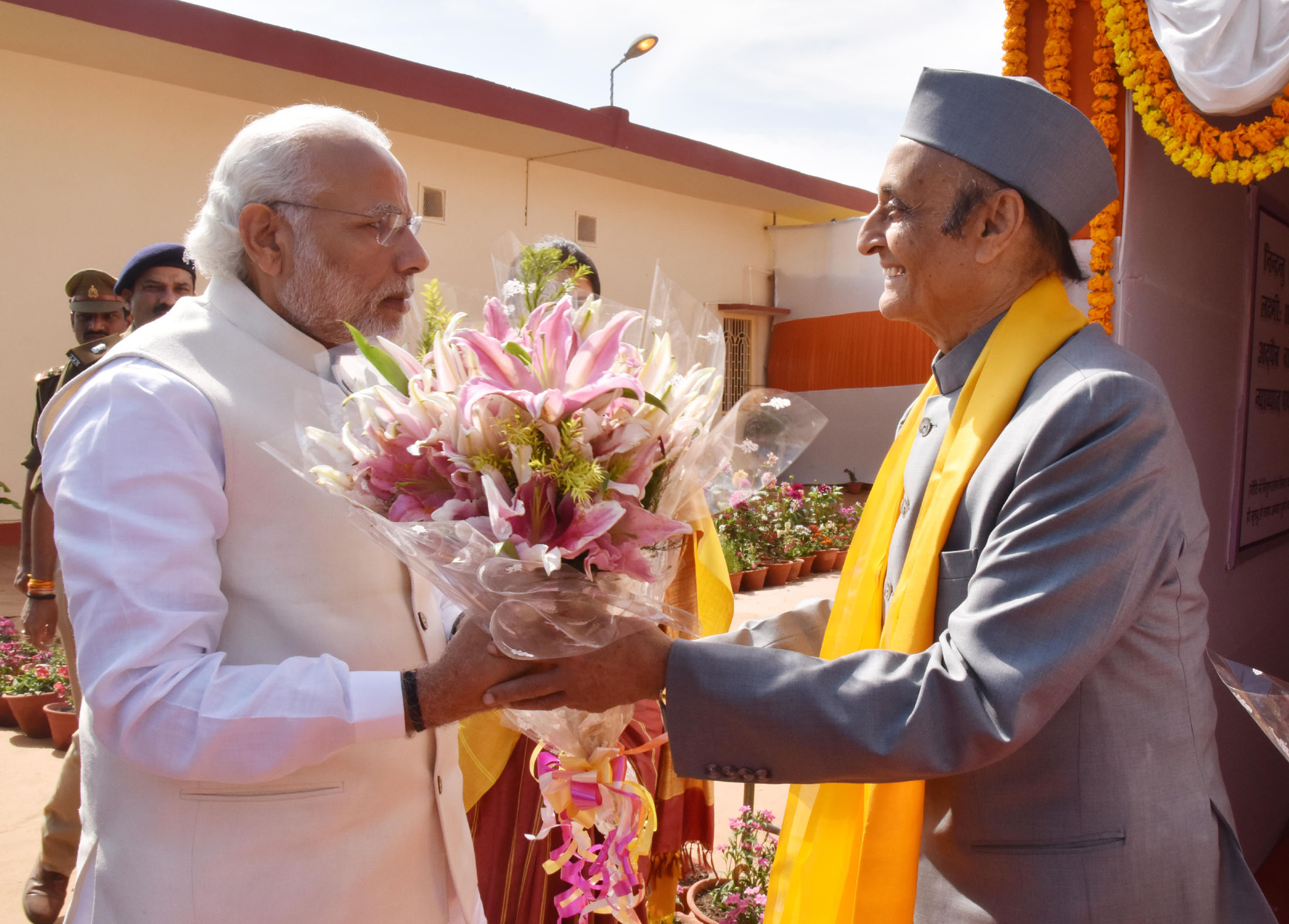
ナレンドラ・モディ首相とべナレス・ヒンドゥー大学にて（2016年2月22日）

カラン・シング（Karan Singh、1931年3月9日 - ）は、インドの政治家、外交官、学者。インド国民会議派の重鎮。

## 経歴
ジャンムー・カシュミール藩王国の藩王ハリ・シングの息子として生まれた。
カシュミール大学を卒業。国立デリー大学で博士号を取得。
1965年から1967年まで、初代ジャンムー・カシミール州知事を務めた。1967年、下院議員に当選。その後、下院議員に4期連続当選した。
36歳で入閣。観光・航空相、健康・家族計画相、教育文化相を歴任した。
ジャンムー・カシュミール大学総長、ベナレス・ヒンドゥー大学総長、ICCR（インド文化関係評議会）の副会長を歴任。世界ヒンディー語財団の会長も務めた。